# John S. Marmaduke
John Sappington Marmaduke (14 maart 1833 – 28 december 1887) was een beroepsofficier uit Missouri die tijdens de Amerikaanse Burgeroorlog opklom tot generaal-majoor in het Zuidelijke leger.
Terwijl hij in Arkansas diende, doodde hij zijn eigen bevelhebber in een duel en werd hij ervan beschuldigd dat hij tijdens de Red Riverveldtocht Afro-Amerikaanse soldaten had gefusilleerd. Tijdens Prices raid in Missouri werd Marmaduke gevangengenomen na de Slag bij Mine Creek. Hij zou krijgsgevangen blijven tot het einde van de oorlog. In de jaren 1880 werd hij gouverneur van Missouri.

## Begindagen en loopbaan
Marmaduke was de tweede zoon van tien kinderen die op de plantage van zijn vader geboren werd nabij Arrow Rock, Missouri. Zijn vader, Meredith Miles Marmaduke (1791-1864) was de achtste gouverneur van Missouri. Zijn overgrootvader, John Breathitt, was gouverneur van Kentucky tussen 1832 en 1834.
Marmaduke liep school aan de Chapel Hill Academy in Lafayette County, Missouri en de Masonic College in Lexington, Missouri. Daarna schreef hij zich in aan de Yale-universiteit waar hij twee jaar studeerde en de Harvard-universiteit waar hij een jaar studeerde. Congreslid John S. Phelps loodste Marmaduke binnen aan de United States Military Academy waar hij in 1857 afstudeerde als 30ste van een klas van 38. Hij diende kort als tweede luitenant in de First Unitede States Mounted Rifleman waarna hij overgeplaatst werd naar de Second United States Cavalry die aangevoerd werd door kolonel Albert Sidney Johnston. Marmaduke vocht mee in de Utah Oorlog en werd tussen 1858 en 1860 gestationeerd in Camp Floyd.

## De Amerikaanse Burgeroorlog
Marmaduke diende in New Mexico Territory toen hij in de lente van 1861 vernam dat Missouri zich had afgescheurd van de Verenigde Staten. Hij spoedde zich naar huis en ontmoette zijn vader (die pro-Noordelijk was). Hoewel het nieuws van de afscheiding vals bleek te zijn, nam Marmaduke toch ontslag uit het leger in april 1861. De pro-Zuidelijke gouverneur van Missouri en oom van Marmaduke, Claiborne Fox Jackson, benoemde hem tot kolonel van het First Regiment of Rifles in de Missouri State Guard. Jackson vertrok vanuit Jefferson City in juni om samen met de bevelhebber van de Guard, generaal-majoor Sterling Price nieuwe troepen te recruiteren. Marmaduke en zijn regiment sloten zich aan in Boonville, Missouri. Kort daarna vertrokken Price en Jackson opnieuw en lieten Marmaduke achter als bevelhebber van een kleine militie-eenheid. Hoewel zijn eenheid totaal onvoorbereid was op de strijd, diende hij in opdracht van Jackson toch stand te houden. Het 1.700 man sterke leger van de Noordelijke generaal Nathaniel Lyon kon met gemak Marmadukes eenheid verjagen in de Slag bij Boonville op 17 juni 1861.
Verontwaardigd over de situatie nam Marmaduke ontslag uit de Missouri State Guard en reisde af naar Richmond, Virginia. Daar nam hij dienst als eerste luitenant in het Zuidelijke leger. Het Zuidelijke ministerie van oorlog gaf Marmaduke het bevel om zich te melden in Arkansas waar hij al snel een aanstelling kreeg tot luitenant-kolonel van het 1st Arkansas Battalion. Hij diende in de staf van luitenant-generaal William J. Hardee. Begin 1862 werd hij op vraag van Albert Sidney Johnston overgeplaatst naar zijn staf.
Tijdens de Slag bij Shiloh raakte Marmaduke gewond toen hij kolonel was van het 3rd Confederate Infantry. Hij had verschillende maanden nodig om te herstellen. In november 1862 werd Marmaduke bevorderd tot brigadegeneraal. Zijn eerste gevecht als aanvoerder van een brigade was de Slag bij Prairie Grove. In april 1863 vertrok Marmaduke met 5.000 soldaten en tien kanonnen vanuit Arkansas naar het Noordelijke Missouri. Hij werd verslagen in de Slag bij Girardeau en diende zich terug te trekken.
In september 1863 deed Marmaduke veel stof opwaaien. Hij beschuldigde zijn overste, generaal-majoor Lucius M. Walker van lafheid omdat hij niet aanwezig was bij zijn manschappen op het slagveld. Walker daagde Marmaduke uit tot een duel waarbij Walker op 6 september om het leven kwam.
Enige tijd later kreeg Marmaduke het bevel over een cavaleriedisivie in het Trans-Mississippi Department waarmee hij meevocht in de Red Riverveldtocht. Tijdens deze veldtocht had hij ook 2 regimenten met Indianen onder zijn bevel, namelijk het 1st en 2nd Choctaw Regiment. Op 18 april 1864 versloeg Marmaduke een Noordelijke foerageereenheid in de Slag bij Poison Spring. Zijn soldaten werden beschuldigd van het vermoorden van Noordelijke Afro-Amerikaanse soldaten van het First Kansas Colored Volunteer Infantry. Samen met zijn staf verwierp Marmaduke de beschuldigingen en stelde dat indien er illegale toestanden hadden plaatsgevonden zijn Choctaweenheden hiervoor verantwoordelijk waren. Ze draaiden er hun hand niet voor om, om vijanden te scalperen. Marmaduke kreeg veel lof voor zijn overwinning in de Zuidelijke pers.
Tijdens Prices raid had Marmaduke een divisie onder zijn bevel. Tijdens de Slag bij Mine Creek werd hij gevangengenomen. Terwijl hij opgesloten zat op Johnson's Island in Ohio werd hij gepromoveerd tot generaal-majoor in maart 1865. Na het einde van de oorlog werd hij vrijgelaten.

## Verdere loopbaan
Marmaduke keerde terug naar Missouri en vestigde zich in St. Louis. Hij was kort werkzaam voor een verzekeringsmaatschappij. Daarna werkte hij als redacteur voor een agrarisch tijdschrift waarin hij de spoorwegmaatschappijen beschuldigde van prijsafspraken ten nadele van de lokale boeren.
Hij besliste om in de politiek te gaan maar verloor in 1880 de Democratische nominatie voor gouverneur van Missouri aan de voormalige generaal Thomas T. Crittenden die een sterke financiële ondersteuning kreeg van de spoorwegmaatschappijen. Vier jaar later slaagde hij wel in zijn opzet. In 1885 en 1886 kon hij spoorwegstakingen vermijden. Het jaar erop publiceerde hij wetgeving om de spoorwegindustrie te regelen. Hij verhoogde het budget voor publieke scholen met naar bijna een derde van het jaarlijkse inkomen. Hij zou niet trouwen. Twee nichten verzorgden zijn huishouden en traden op als gastvrouwen in het huis van de gouverneur. Zoals zijn overgrootvader stierf Marmaduke terwijl hij gouverneur was. Hij overleed in 1887 en werd begraven op de begraafplaats van Jefferson City.

## Militaire loopbaan
- Second Lieutenant (USA): 1857
- First Lieutenant (CSA): 1861
- Colonel (CSA): 1 januari 1862[8]
- Brigadier General (CSA): november 1862[1]
- Major General (CSA): augustus 1865[8]